# Pardosa pedia
Pardosa pedia là một loài nhện trong họ Lycosidae.
Loài này thuộc chi Pardosa. Pardosa pedia được Charles Denton Dondale miêu tả năm 2007.